# Larry Ogunjobi
Olumide Larry Ogunjobi (Livingston, 3 giugno 1994) è un giocatore di football americano statunitense che milita nel ruolo di defensive tackle per i Pittsburgh Steelers della National Football League (NFL).

## Carriera

### Cleveland Browns
Ogunjobi al college giocò a football all'Università di Charlotte dal 2013 al 2016. Fu scelto nel corso del terzo giro (65º assoluto) del Draft NFL 2017 dai Cleveland Browns. Debuttò come professionista subentrando nella gara del primo turno persa contro i Pittsburgh Steelers mettendo a segno 4 tackle. Nella settimana 14 disputò la prima partita come titolare contro i Green Bay Packers e nel penultimo turno fece registrare il primo sack in carriera su Mitchell Trubisky dei Chicago Bears. La sua stagione da rookie si chiuse con 32 tackle in 14 presenze.

### Cincinnati Bengals
Il 19 marzo 2021 Ogunjobi firmò un contratto di un anno con i Cincinnati Bengals.
Il 14 marzo 2022 Ogunjobi firmò con i Chicago Bears un contratto triennale del valore di 40,5 milioni di dollari ma fallì un test fisico e l'accordo venne annullato.

### Pittsburgh Steelers
Il 21 giugno 2022 Ogunjobi firmò un contratto di un anno con i Pittsburgh Steelers.

## Palmarès
- American Football Conference Championship: 1

Cincinnati Bengals: 2021